# Xanthia punctata
Xanthia punctata är en fjärilsart som beskrevs av Heinrich 1917. Xanthia punctata ingår i släktet Xanthia och familjen nattflyn. Inga underarter finns listade i Catalogue of Life.